# Réunification de la Corée

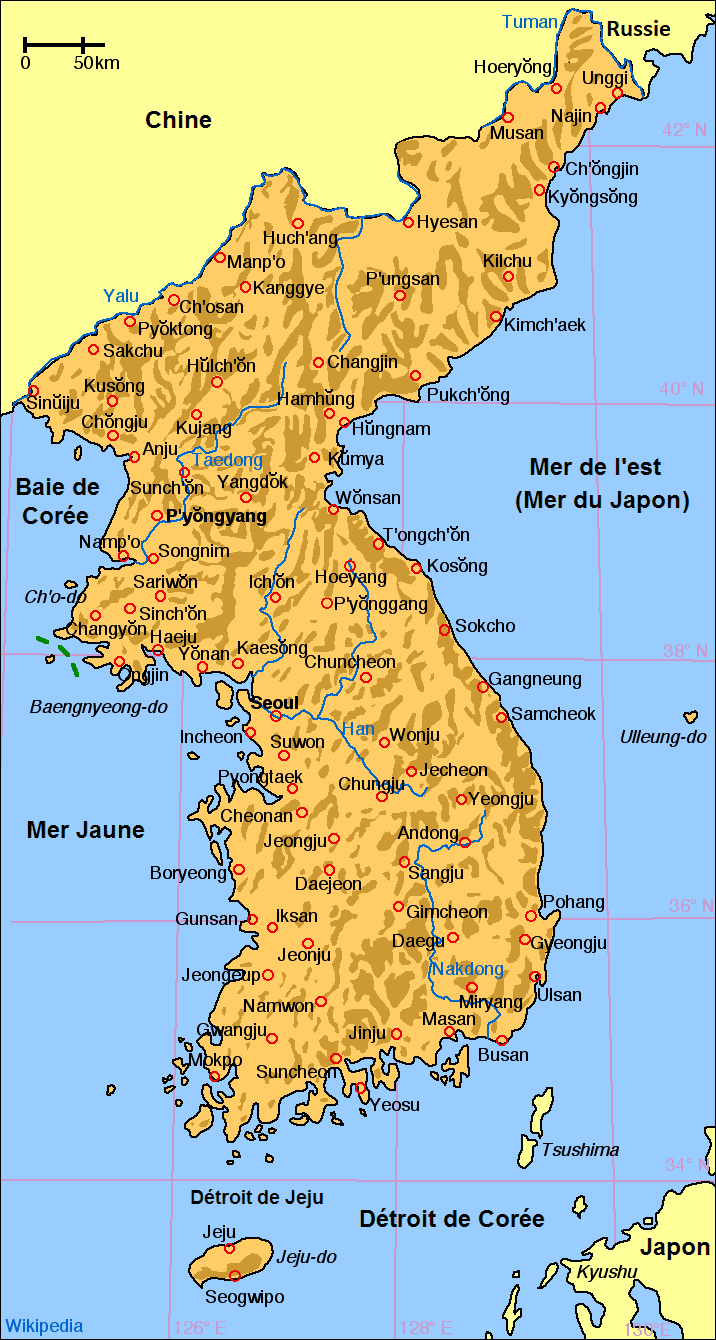
Carte de la Corée.

Drapeau de l'unification coréenne.

La réunification de la Corée est un projet devant permettre, à terme, la réunification de la Corée du Nord et de la Corée du Sud au sein d'un même État après la partition de l'ancien Empire coréen en 1945, qui couvrait un peu plus que la péninsule de Corée. En droit les deux parties se sont engagées à œuvrer pour la réunification lors de la Déclaration conjointe Nord-Sud (북남공동선언 pour le Nord, 남북 공동선언 pour le Sud) du 15 juin 2000. En particulier, la Déclaration, signée par Kim Jong-il et Kim Dae-jung, stipule que « Le Nord et le Sud, reconnaissant que la fédération minimale proposée par le Nord et le système de commonwealth proposé par le Sud pour la réunification du pays sont similaires, se sont accordés à œuvrer ensemble pour la réunification dans cette direction à l’avenir ». De facto, l'application de ce projet est rendue impossible par un complexe ensemble de difficultés, et c'est pourquoi aucune date n'a été fixée pour sa réalisation.
Si ce projet aboutit, la Corée alors réunifiée aurait 1 416 km de frontières terrestres avec la Chine et 19 km avec la Russie, grâce au territoire actuellement nord-coréen, le seul pays ayant une frontière terrestre avec la Corée du Sud étant la Corée du Nord.

## De la division au second sommet intercoréen

### Division de la Corée au lendemain de la Seconde Guerre mondiale
La partition de la Corée en Corée du Sud et Corée du Nord est la conséquence du protectorat instauré en 1945 en Corée par les États-Unis et l'Union soviétique, après que la victoire de ces nations alliées, lors de la Seconde Guerre mondiale, contre l'empire du Japon a mis un terme à la colonisation japonaise de la Corée.
À cause du début de la guerre froide entre ces deux superpuissances, la commission mixte américano-soviétique échoue à négocier un accord permettant la création d'un État coréen indépendant unique. Les Nations unies organisent alors des élections préliminaires à la formation d'un gouvernement national, mais l'Union soviétique s'oppose à ce scrutin, considérant que les Nations unies ne pouvaient pas garantir un scrutin libre. Ces élections sont alors boycottées dans la partie nord et par certaines personnalités politiques du sud (dont Kim Koo et Kim Kyu-sik) et ne sont finalement organisées que dans la partie sud dans un contexte de violence et d'intimidation, aboutissant alors à la proclamation de la république de Corée le 15 août 1948, et entraînant ensuite par contrecoup celle, dans le nord, de la république populaire démocratique de Corée le 9 septembre 1948.
Chacun de ces deux gouvernements revendique la souveraineté sur l'ensemble de la péninsule coréenne avec le soutien respectif des États-Unis et de l'Union soviétique. La guerre de Corée éclate le 25 juin 1950 par l'invasion de troupes nord-coréennes dans la partie sud et aboutit le 27 juillet 1953 à la signature de l'armistice de Panmunjeom qui instaure la création d'une zone démilitarisée de quatre kilomètres de large de part et d'autre de l'ultime ligne de front.

### Dialogue intercoréen de la fin de la guerre de Corée (1953) à l'entrée conjointe à l'ONU (1991)
Si le conflit fratricide de la guerre de Corée marquait le paroxysme de l'opposition entre les deux États, des projets de réunification pacifique et de coopération ont été proposés dès 1960.
Le président nord-coréen Kim Il-sung a été le premier à proposer un projet confédéral (ou plus exactement fédéral, mais sans intégration politique) dès 1960. De manière constante, le projet nord-coréen demande le retrait des forces américaines de Corée du Sud, tout en mettant fin au renforcement militaire des deux États : dans le projet de république fédérale démocratique de Koryo, précisé à partir de 1973 et finalisé en 1980 lors du sixième congrès du Parti du travail de Corée, les forces armées de chaque État seraient limitées à 100 000 hommes chacune.
En 1971, les Croix-Rouges de Corée du Nord et de Corée du Sud envisagent des réunions entre les familles divisées. Si le projet n'aboutit pas, il conduit à la déclaration commune du 4 juillet 1972, dans laquelle les deux parties affichent le but d'une réunification pacifique, par les seuls efforts du peuple coréen, sans ingérence étrangère. À cette fin, une commission de coordination a été créée pour établir des relations de confiance mutuelle.
Malgré la définition d'un principe de non-ingérence réciproque dans les affaires internes à l'autre partie, le manque de confiance réciproque a entravé la concrétisation des projets de coopération, notamment économiques, sur lesquels la Corée du Sud du général Park Chung-hee mettait l'accent, de préférence à la création d'un cadre institutionnel fédéral ou confédéral. En particulier, la Corée du Sud n'entendait pas renoncer à l'alliance militaire privilégiée avec les États-Unis.

### Perspectives nouvelles
La fin de la guerre froide a permis d'accélérer les tentatives antérieures de rapprochement et a été marquée par l'entrée conjointe de la Corée du Nord et de la Corée du Sud aux Nations unies à la fin de l'année 1991.
Le 13 décembre 1991, les deux Corée ont signé un accord de réconciliation, de non-agression, d'échanges et de coopération où elles reconnaissent réciproquement le système politique de l'autre État et se défendent de toute ingérence dans ses affaires intérieures. Par ailleurs, l'accord prévoit le développement des échanges militaires, économiques et culturels en vue d'une réunification pacifique de la Corée.
À l'issue d'une visite de trois jours au Nord du président Kim Dae-jung, du 13 au 15 juin 2000, les dirigeants nord-coréen, Kim Jong-il, et sud-coréen, Kim Dae-jung, ont signé une déclaration commune le 15 juin 2000, laquelle constitue la pierre angulaire du rapprochement intercoréen en vue de réunifier la péninsule,.
La Corée du Sud privilégie une politique inspirée des théories fonctionnalistes des relations internationales, où la création d'intérêts communs, en particulier dans le domaine économique, permet de prévenir les conflits et de préparer la réunification en atténuant les disparités économiques et culturelles.
À l'occasion du sixième anniversaire de la déclaration conjointe du 15 juin 2000, il a été organisé des manifestations communes, en particulier la tenue d'un Festival pour la réunification de la nation, du 14 au 17 juin 2006 à Gwangju, auquel participent 150 délégués du Nord, 150 du Sud et plus de 100 délégués de la diaspora.
Un second sommet intercoréen, entre le dirigeant du Nord Kim Jong-il et le président sud-coréen Roh Moo-hyun, initialement prévu à Pyongyang du 28 au 30 août 2007,, a été reporté du 2 au 4 octobre après que les plus graves inondations en Corée du Nord depuis quarante ans ont entraîné 600 morts et disparus et touché un million de personnes.

### Second sommet intercoréen
À l'issue du second sommet intercoréen, organisé à Pyongyang du 2 au 4 octobre 2007, le dirigeant nord-coréen Kim Jong-il et son homologue sud-coréen Roh Moo-hyun ont signé un document commun où ils s'engagent à promouvoir la paix et la prospérité économique dans la péninsule.
Selon les termes de l'accord intercoréen du 4 octobre 2007, « un système de paix permanent » remplacerait l'actuelle situation d'armistice, qui prévaut toujours depuis la fin de guerre de Corée en 1953 : à cette fin, les deux dirigeants s'engagent à négocier avec la Chine et les États-Unis. Des échanges réguliers sont également prévus entre responsables de la défense des deux États.
Un important volet de l'accord vise à l'essor des échanges intercoréens :
- le rétablissement du transport interferroviaire de fret doit créer la première liaison directe entre les deux États depuis plus d'un demi-siècle ;
- la frontière maritime dans la mer Jaune, source par le passé de tensions entre les deux États, est appelée à devenir une zone de coopération intercoréenne[13].

### Troisième sommet intercoréen et fin de la guerre
Une rencontre entre les dirigeants des deux Corées le 27 avril 2018 amène à une déclaration commune de fin de la guerre sur la péninsule. Le 23 novembre 2023, la Corée du Nord met fin à son accord de 2018 avec la Corée du Sud, invoquant une escalade des provocations militaires et des projets de déploiement de forces militaires le long de la ligne de démarcation militaire.

## Les mesures prises dans le cadre du dialogue intercoréen
La dialogue intercoréen s'est traduit par une intensification des échanges entre le Nord et le Sud, en vue d'une réunification progressive de la Corée, pouvant rappeler le précédent allemand selon certains observateurs occidentaux : la « politique du rayon de soleil » du président sud-coréen Kim Dae-jung a été comparée à l'Ostpolitik du chancelier allemand Willy Brandt.
Un compte-rendu des dix-huitièmes pourparlers intercoréens au niveau ministériel, qui se sont tenus à Pyongyang en avril 2006, est disponible sur le site du Comité international de liaison pour la réunification et la paix en Corée (CILRECO).

### Échanges économiques

#### Cadre général
Dans ce cadre, la Corée du Sud est devenue le deuxième partenaire économique de la Corée du Nord : les échanges commerciaux intercoréens ont dépassé un milliard de dollars en 2005. Elle représente cependant moins de 1 % des exportations totales de la Corée du sud (environ 300 milliards de dollars en 2006 selon KBS). Les échanges intercoréens ont atteint 720 millions de dollars au cours du premier semestre 2007, en hausse de 28 % par rapport au premier semestre 2006 : les exportations du Nord vers le Sud ont fortement augmenté à hauteur de 390 millions de dollars (+ 63,3 % sur un an), tandis que les exportations du Sud vers le Nord ont baissé de 9,4 % pour atteindre 330 millions de dollars. L'essor des exportations nord-coréennes vers la Corée du Sud traduit notamment le développement de la zone industrielle de Kaesong, au Nord, où sont implantées des entreprises sud-coréennes.
La coopération économique intercoréenne concerne notamment les industries technologiques : à la suite du déplacement à Pyongyang de représentants des principales entreprises sud-coréennes de micro-informatique en juin 2007, des centres informatiques doivent être créés à Pyongyang et Kaesong d'ici la fin de l'année 2007.

#### Perspectives de rétablissement des liaisons intercoréennes
L'intensification des échanges économiques entre les deux Corée, ainsi que l'intégration de l'ensemble de la péninsule coréenne dans l'économie internationale, est facilitée par le plein rétablissement des liaisons routières, ferroviaires et maritimes entre les deux États.

##### Liaisons ferroviaires
Le rétablissement des liaisons ferroviaires intercoréennes, depuis le 17 mai 2007, représente un important enjeu économique, politique et militaire pour les deux Corée et les puissances étrangères les plus influentes dans la péninsule coréenne : la Chine, les États-Unis, la Russie et le Japon :
- la liaison permet de désenclaver la Corée du Sud en opérant une liaison terrestre, et non plus seulement maritime, avec la Russie et la Chine ;
- les frais de transport sont diminués et la Corée du Nord pourrait demander des droits de passage ;
- toutefois, le rétablissement de la ligne ferroviaire exige une confiance suffisante entre les différents pays impliqués, compte tenu de la possibilité d'utiliser cette voie à des fins militaires.

L'accord signé à Pyongyang le 4 octobre 2007, à l'issue du second sommet intercoréen, prévoit l'établissement d'une liaison ferroviaire régulière pour le fret. La liaison a été rétablie le 11 décembre 2007 : elle permet l'approvisionnement de la zone industrielle de Kaesong, au Nord, où sont installées des entreprises sud-coréennes.

##### Liaisons aériennes
À la suite du sommet intercoréen d'octobre 2007, des vols directs doivent relier, à partir de mai 2008, la Corée du Sud et le mont Paektu, à la frontière sino - nord-coréenne. Cette liaison aérienne s'inscrit dans le cadre du développement des échanges touristiques de Sud-Coréens dans la région du mont Paektu.

##### Liaisons maritimes
Un navire de la compagnie Hyundai Asan effectue une liaison régulière entre le Sud et le port de Kosong, situé au Nord, pour transporter les touristes sud-coréens visitant les monts Kumgang.
Le 21 mai 2007, un navire nord-coréen, le Kang Song-ho, a pour la première fois accosté au Sud depuis la fin de la guerre de Corée. Il est prévu une liaison maritime régulière, trois fois par mois, entre le port nord-coréen de Rasŏn et la ville de Pusan au Sud.

### Échanges de personnes
Les échanges de personnes permettent, outre des déplacements touristiques de Sud-Coréens au Nord, la réunion de familles séparées.

#### Échanges touristiques
Depuis l'ouverture du tourisme intercoréen en 1997, plus d'un million de Sud-Coréens ont visité les monts Kumgang en Corée du Nord, dont 87 000 visiteurs pour l'année 2005. Les circuits touristiques de Sud-Coréens en Corée du Nord sont organisés par Hyundai Asan[réf. nécessaire].
À la suite de la déclaration commune Nord-Sud du 4 octobre 2007, la ville de Kaesong et la région du mont Paektu, au Nord, ont également été ouvertes au tourisme intercoréen. En juillet 2008, une touriste sud-coréenne en visite aux monts Kumgang est tuée par des militaires nord-coréens pour avoir pénétré une zone interdite, la Corée du Sud suspend alors les visites sur ce site et la Corée du Nord répond en interdisant l'accès à Kaesong. Le 16 août 2009, la Corée du Nord rouvre l'accès à ces deux sites, et déclare vouloir assouplir les contrôles frontaliers entre les deux pays.

#### Réunions de familles séparées
Des réunions de familles séparées par la guerre de Corée sont organisées, alors que des échanges ont également eu lieu par visioconférence sous l'égide de la Croix-Rouge sud-coréenne. En mai 2007, deux cents familles séparées se sont retrouvées.

#### Visites au Nord de délégations ou de personnalités sud-coréennes
En mai 2006, Han Wang-san, président de la Croix-Rouge sud-coréenne, a effectué une visite de cinq jours en Corée du Nord. À l'occasion de cette visite, une aide d'une valeur de 2,7 millions de dollars a été fournie à l'hôpital de la Croix-Rouge de Pyongyang, sous forme de médicaments et d'équipement.
Les 25 et 26 novembre 2006, une délégation de 800 personnes, conduite par des députés sud-coréens du parti Uri (au pouvoir), s'est rendue dans les monts Kumgang.

### Échanges culturels
La grande homogénéité linguistique et démographique de la Corée est de nature à expliquer le choix d'intensifier les relations dans le domaine culturel.

#### Coopération sportive
Les sportifs du Nord et du Sud ont défilé ensemble lors des Jeux olympiques d'hiver de 2006 à Turin, sous la bannière de la Corée réunifiée (représentant la carte de la Corée en bleu sur un fond blanc). Toutefois lors des Jeux olympiques d'été de 2008 à Pékin deux équipes nationales ont été constituées. Par ailleurs, Mun Jae-dok, président du comité olympique nord-coréen, a signé en novembre 2006 un accord avec le gouverneur de la province de Gangwon, au terme duquel la Corée du Nord soutient la candidature de PyeongChang à l'organisation des Jeux olympiques d'hiver de 2014.
Des coureurs du Nord et du Sud ont participé à un marathon pour la réunification le 24 novembre 2005.
Des échanges ont lieu en vue de réunifier les deux fédérations internationales de taekwondo, sport national de combat coréen.
À l'occasion des Jeux olympiques d'hiver de 2018 à Pyeongchang, le dirigeant nord-coréen Kim Jong-un annonce la présence d’une délégation d'athlètes. Les délégations des deux États coréens défilent d'ailleurs ensemble lors de la cérémonie d’ouverture, derrière le drapeau symbolisant la réunification de la Corée. Kim Yo-jong, la sœur de Kim Jong-un, est dépêchée en Corée du Sud pour assister aux jeux, devenant le premier membre de la dynastie régnant au Nord à fouler le sol du Sud depuis la fin de la guerre de Corée.
Lors du Championnat du monde masculin de handball 2019 en Allemagne, l'équipe de Corée du Sud, composée de 16 joueurs, accueille 4 joueurs du Nord afin de participer au tournoi sous la bannière de la Corée unifiée.

#### Coopération scientifique
Plusieurs rencontres entre scientifiques du Nord et du Sud ont été organisées, en particulier en Chine, afin de promouvoir la coopération entre les deux pays. Un séminaire scientifique intercoréen s'est tenu pour la première fois dans la péninsule coréenne, à Pyongyang, du 7 au 11 mai 2007 : il a réuni soixante chimistes du Sud et cinquante chimistes du Nord, en vue notamment de la publication d'études conjointes.

#### Éducation
L'Université de science et de technologie de Pyongyang, qui a ouvert en 2010, a été développée conjointement par la Corée du Nord et la Corée du Sud.

### Pourparlers militaires
Le dialogue intercoréen porte également sur les pourparlers militaires entre responsables de haut niveau, afin de prévenir les incidents militaires entre les deux États coréens.
En effet, de graves accrochages ont encore eu lieu dans la période récente, malgré les progrès du dialogue intercoréen : comme l'a rappelé l'agence de presse sud-coréenne Yonhap, « en 1999 puis en 2002, des affrontements sanglants à coups de canons entre les marines des deux Corée ont provoqué de lourdes pertes de chaque côté. Les deux accrochages ont eu lieu en juin, point culminant de la saison du crabe bleu, laquelle commence habituellement en mars ».

## Obstacles à l'approfondissement du rapprochement intercoréen
Différents obstacles peuvent être de nature à entraver le rapprochement intercoréen.
La différence des systèmes économiques et politiques entre la Corée du Nord et la Corée du Sud apparaît encore plus marquée qu'entre la RFA et l'ex-RDA, alors que la Corée du Nord a traversé, après la disparition de l'URSS en 1991, une sévère crise économique (voir l'article détaillé Économie de la Corée du Nord) ; dans ce contexte, il est douteux que les milieux économiques sud-coréens soient unanimement favorables à une réunification à court terme dont le coût serait élevé, au regard du précédent de la réunification allemande.
Par ailleurs, en dépit de l'approfondissement du dialogue intercoréen depuis 1972, des incidents militaires continuent d'émailler les relations entre les deux États : ceux-ci ont causé des dizaines de morts depuis la fin de la guerre de Corée, et seraient liés à des opérations d'espionnage, des attaques commandos du Nord contre le Sud ainsi qu'à des litiges sur la délimitation des zones de pêche.
La question du développement et de la prolifération des armes nucléaires et des missiles balistiques en Corée du Nord a conduit les États-Unis à classer la Corée du Nord parmi les pays de l'« Axe du Mal » et à mettre en place des sanctions financières contre Pyongyang.
On assiste depuis 2008 à une sérieuse détérioration des relations avec des menaces multiples nord-coréennes envers son voisin et la suspension de tous les accords avec celle-ci.
Le 15 août 2015, la Corée du Nord recule ses montres d'une demi-heure pour rétablir le fuseau UTC+8:30 qu'utilisait le pays avant la colonisation japonaise. Ce changement de fuseau horaire, et donc l'adoption d'un fuseau différent de celui de la Corée du Sud, fut considéré par cette dernière comme un possible frein dans le processus devant mener à la réunification. Lors du sommet inter-coréen de 2018, le parlement nord-coréen, conformément à un engagement des dirigeants des deux Corées, annonce qu'il placerait le pays sur le même fuseau horaire que la Corée du Sud (UTC+09:00).

## Stratégies alternatives possibles

### Communauté économique coréenne
Il a été suggéré que la formation d'une Communauté économique coréenne pourrait être un moyen de faciliter l'unification de la péninsule. Lee Myung-bak, s'écartant de la traditionnelle ligne dure du parti Saenuri, a présenté un paquet diplomatique complet sur la Corée du Nord qui inclut la création d'un organe consultatif pour discuter des projets économiques entre les deux Corées. Il a proposé de rechercher un accord de communauté économique coréenne pour fournir la base juridique et systémique de tout projet convenu au sein de l'organe.

### Fonds d'investissement pour la réunification
L'ancien professeur de l'université Inha Shepherd Iverson a proposé la création d'un fonds d'investissement pour la réunification de 175 milliards de dollars visant à corrompre l'élite au sommet de la hiérarchie de la RPDC afin de garantir une voie diplomatique pour résoudre le conflit coréen en procédant à un changement de régime interne. Dans la proposition, une somme allant jusqu'à 23,3 milliards de dollars serait versée au total aux familles des responsables d'élite qui détiennent le pouvoir à Pyongyang, tandis qu'il a noté que les dix premières familles recevraient 30 millions de dollars chacune, et les mille premières familles 5 millions de dollars. Une autre somme de 121,8 milliards de dollars irait à la population générale du pays pour qu'elle puisse recommencer sa vie après la réunification, et il est envisagé que le fonds soit alimenté par des groupes privés et des magnats des affaires,,.